# Korzybie (województwo pomorskie)
Korzybie (kaszb. Korzëbié, niem. Zollbrück) – wieś w Polsce położona w województwie pomorskim, w powiecie słupskim, w gminie Kępice przy drodze wojewódzkiej nr 209 i na trasie linii kolejowej 405

## Historia
Do momentu wstrzymania ruchu na liniach kolejowych do Bytowa i Darłowa przez Sławno, Korzybie stanowiło stację węzłową. Niegdyś był tutaj ośrodek wydobycia i przetwarzania kredy jeziornej. W latach 1900–1925 wybudowano większość budynków, w tym bloków kolejowych. Korzybie zostało zdobyte przez wojska radzieckie w marcu 1945 i włączone do Polski. Dotychczasowych mieszkańców wysiedlono do Niemiec. W tym też roku zaczęli pojawiać się pierwsi polscy osadnicy z dziećmi, które rozpoczęły naukę. 5 marca 1946 nastąpiło oficjalne otwarcie trzyklasowej szkoły podstawowej. Inicjatorką, organizatorką, pierwszą kierowniczką i nauczycielką była Zofia Bawolska. Wcześniej przeprowadzano niezbędne drobne remonty i naprawy, postarano się o coś do pisania na tablicy. Do nauki przystąpiło 15 dzieci. Pierwszymi uczniami były dzieci polskich osadników, którym ostatnie 6 lat zabrała wojna – a więc zwykle nie uczęszczające w tym okresie do szkoły. W trakcie tego pierwszego okresu nauki następowało promowanie uczniów z klas niższych do wyższych na podstawie stwierdzonej umiejętności czytania i liczenia.
W Korzybiu znajduje się zorganizowana przez Lasy Państwowe leśna ścieżka edukacyjna.
Znajduje się tu także stadion klubu piłkarskiego Unia Korzybie.
W latach 1975–1998 miejscowość położona była w województwie słupskim.
13 lipca 2010 doszło w Korzybiu do zderzenia czołowego dwóch pociągów pasażerskich.

## Sport
W Korzybiu istnieją dwa kluby sportowe:
- KS Unia Korzybie – założony w 1999 klub piłkarski posiadający sekcje seniorów, juniorów i kobiet;
- Korzybskie Rekiny-Kąpiele Morsów

W Korzybiu odbywają się cykliczne zawody sportowe:
- Bieg im. Elżbiety Garduły na dystansie 10,5km (XXII  edycja zostanie rozegrana 12 lipca 2015)
- Maraton Rowerowy Pomorza Środkowego (I edycja odbyła się 19 czerwca 2014)

## Osoby z Korzybia
- Lothar Bisky (1941–2013) – polityk niemiecki

## Lasy Korzybskie
Wielki kompleks leśny położony nad środkowym biegiem Wieprzy, na południowy wschód od Sławna. Ciągnie się na przestrzeni 25 km. Charakteryzuje się urozmaiconą rzeźbą terenu, obfituje w duże ilości zwierzyny.